# Sefrania sabulorum
Sefrania sabulorum is een keversoort uit de familie spektorren (Dermestidae). De wetenschappelijke naam van de soort werd in 1984 gepubliceerd door Beal.